# Route 132 (Ontario)
Pour les articles homonymes, voir Route 132.
La route 132 est une route provinciale de l'Ontario, située dans le sud-est de la province, précisément dans le comté de Renfrew. Elle s'étend sur une distance de 30 kilomètres.

## Tracé
La route 132 débute à l'ouest de Dacre, sur la route 41, en direction de Eganville et de Peterborough. Elle traverse ensuite la municipalité de Dacre, puis continue sa route vers l'est jusqu'à Renfrew, où elle est nommée Lisgar Street. Elle se termine dans le centre de la ville au croisement de la route 60. La route 132 fait d'ailleurs partie de la Historic Opeongo Colonization Rd. sur toute sa longueur.
De plus, elle traverse une région plus ou moins agricole, à la frontière entre la vallée de la rivière des Outaouais et des montagnes du Bouclier canadien. 

## Intersections
| Route 132 |                   |                                   |                                 |                   |
| District  | Ville             | km                                | Intersection/Destinations       | Notes             |
| Renfrew   | Renfrew           | 0,0                               | Route 60, Douglas               | Début de la route |
| Renfrew   | Admaston Bromley  | 5,7                               | Route 5 de Renfrew (Stone Road) |                   |
| Renfrew   | Admaston Bromley  | Route 34 de Renfrew (Whelan Road) |                                 |                   |
| Renfrew   | Bonnechere Valley | 30,3                              | Route 41, Denbigh, Eganville    | Fin de la route   |